# ژاندی
ژاندی (به انگلیسی: Xandee) (زاده ۱۸ دسامبر ۱۹۷۸) خواننده بلژیکی است.
او در مسابقه آواز یوروویژن ۲۰۰۴ نماینده بلژیک بود.